# 明信片學
明信片學 （英文：Deltiology ，源於希臘文δελτίον, deltion, diminutive of δέλτος, deltos, 「書寫板，信件」-λογία, -logia）是一門研究明信片蒐集的學問。與集郵（philately）的差別在於明信片因為不像郵票一樣集中出產，也沒有完整的規範，所以明信片學常在辨認片子的產地與年代。因此，有些蒐藏者會選定特定藝術家或出版者的明信片來蒐集，或是專門蒐集某個年代或地點的片子。

## 鑑定
有些通用的規則可以來鑑別明信片印製的年代 。明信片通常都在印製後不久就被寄出，所以上方的郵戳可以顯示其年份。如果該張卡片是原創初版，而不是重製的，那麼也可以從圖像中的物品來推論，像是人們穿著的時裝，街上行駛的汽車等等。如果是由柯特‧泰克公司（Curt Teich Company）出版的明信片，那麼更可以從反面的貼郵處來確認，因為該公司印製的明信片會將年份印在貼郵處的方框中，也可以查閱該公司出版的指南。
圖像明信片（Picture postcards, PPCs）依年代大概可以劃分幾個不同的時期，分別是1898年-1919年(明信片的黃金時代)，1930年-1950(亞麻時代)，或是1940年後的現代攝影時期。現代攝影已經是彩色照片發明的年代，這和1915年前手工上色的照片有很大的差別。
另外，明信片在其他特色上也可以做一個明顯的區別，背面書寫地址，正面有預留欄位可供寄送者書寫訊息的款式在1901-1906年間廣為流行，並且成為經典。1907-1915年間則是流行將底部分割為兩半的款式，之後的15年間則是流行有白邊框的款式。

## 實務
歷史社會學家、圖書館和譜系社會學家經常收集明信片，因為他們能從中得之一個城市在過去某個時期特定的樣貌，就如同研究社會歷史般。此外，明信片也常被用來當作小學地理課的教材。明信片筆友計畫也被用來教學語言藝術。
明信片收藏者收藏的理由有很多種。有些是因為喜歡收藏明信片，有些則是因為有特殊興趣所以會收藏興趣相關的週邊，進而收藏到明信片，並且後者是一種對自己興趣的表述方式之一。
明信片的來源通常是在自家的箱子裡、閣樓、剪貼簿、旅行、商店、跳蚤市場、網購或其他方式。
世界上已有了專門為明信片創作的藝術家，也有專門生產和印刷圖像明信片的廠商。

## 世界的流行
就普世而言，圖像明信片被認為是繼郵票和錢幣後的第三大收集品，於是，明信片俱樂部可以在世界上很多城市裡找到，並且其通常都和大型相關組織有關，因此他們常常舉辦明信片博覽會。